# لولو ساينز
لولو ساينز (بالإسبانية: Lolo Sainz)‏ مواليد 1940 ، هو لاعب كرة سلة إسباني سابق. قضى معظم مسيرته الرياضية مع ريال مدريد بالونكيستو.

## روابط خارجية
- لولو ساينز على موقع الاتحاد الدولي لكرة السلة (الإنجليزية)
- لولو ساينز على موقع الدوري الإسباني لكرة السلة (الإسبانية)
- لولو ساينز على موقع أوليمبيديا (الإنجليزية)